# استرافورد (میزوری)
استرافورد (به انگلیسی: Strafford) یک شهر در ایالات متحده آمریکا است که در شهرستان گرین، میزوری واقع شده است. استرافورد ۶٫۸۱ کیلومتر مربع مساحت و ۲٬۳۵۸ نفر جمعیت دارد و ۴۵۴ متر بالاتر از سطح دریا واقع شده است.